# Bougouni (Mali)
Bougouni ist eine Siedlung und Gemeinde in der Region Sikasso in Mali. Die Gemeinde hat eine Fläche von etwa 186 Quadratkilometern und umfasst die Siedlung und umliegende Dörfer. Sie ist die Hauptstadt des gleichnamigen Kreises. Bei der Volkszählung 2009 hatte die Gemeinde 58.538 Einwohner. Bougouni liegt an der RN7 170 km südlich von Bamako und 210 km westlich der Stadt Sikasso. In der Gemeinde leben überwiegend Fulbe und Bambara.

## Geschichte
Bougouni war die vierzehnte Gemeinde, die von den französischen Kolonialbehörden im französischen Sudan gegründet wurde. Am 10. Juli 1894 wurde Bougouni unter seinem ersten Verwalter, Leutnant Gouraud, zum Verwaltungszentrum der Gemeinde. Die wichtiger werdende Straßenverbindung nach Bamako war der Anlass zum Bau der Chaussée de Sotuba über den Niger in Bamako.
In Bougouni befanden sich wichtige koloniale Archive, die bei einem Brand während des Aufstands gegen Präsident Moussa Traoré im März 1991 verloren gingen.

## Einwohnerentwicklung
Die folgende Übersicht zeigt die Einwohnerzahlen nach dem jeweiligen Gebietsstand seit der Volkszählung 1998.
| Jahr          | Einwohner |
| ------------- | --------- |
| 1998 (Zensus) | 37.360    |
| 2009 (Zensus) | 58.538    |